# Ictíneo II
Die Ictíneo II war neben der französischen Plongeur eines der ersten U-Boote mit maschinellem Antrieb und wurde vom Katalanen Narcís Monturiol als Nachfolge-Entwurf der Ictíneo I konstruiert und gebaut. Das Boot wurde durch einen anaerob mit Mangan(IV)-oxid, Zink und Kaliumchlorat betriebenen Motor angetrieben.

## Geschichte
Narcís Monturiol hatte nach den vielversprechenden Vorführungen seiner Ictíneo I bei den Bürgern Spaniens und Kubas insgesamt 300.000 Peseten gesammelt und die Firma La Navegación Submarina gegründet. Im Januar 1862 wurde mit dem Bau begonnen und am 2. Oktober 1864 war der Stapellauf der Ictíneo II. Sie wurde zunächst noch manuell von 16 Mann angetrieben und bewegte sich trotzdem nur mit 1 kn fort. Bei ihrer Jungfernfahrt am 20. Mai 1865 im Hafen von Barcelona erreichte sie eine Tauchtiefe von 30 m. Um das Interesse des Militärs zu wecken, feuerte man im untergetauchten Zustand eine Kanone mit einem Kaliber von 10 cm ab.
Da man die gewünschte Mindestgeschwindigkeit von 2,5 kn nicht erreichte, plante Monturiol, ein neues U-Boot komplett aus Metall zu bauen und es mit einer Dampfmaschine anzutreiben. Da er das nötige Geld hierfür nicht aufbringen konnte, wurde eine Dampfmaschine in die Ictíneo II eingebaut. Am 22. Oktober 1867 unternahm man eine erste Fahrt im aufgetauchten Zustand. Hierbei erreichte man eine Durchschnittsgeschwindigkeit von 3,5 kn und eine Höchstgeschwindigkeit von 4,5 kn. Für die Fahrt unter Wasser wählte man einen Treibstoff, der anaerob verbrannte und die Atemluft in dem hermetisch abgeschlossenen Raum erneuerte. Die Mangan(IV)-oxid-basierte Reaktion, die sich Monturiol erdacht hatte, produzierte genügend Hitze, um Wasserdampf zu erzeugen. Als Abfallprodukt fiel Sauerstoff an, der in speziellen Tanks aufgefangen werden und für Atemluft sorgen sollte. Am 14. Dezember 1867 testete man diesen Antrieb. Es stellte sich heraus, dass die erzeugte Dampfmenge nicht ausreichte, das U-Boot anzutreiben – es bewegte sich überhaupt nicht weiter. Am 23. Dezember war die La Navegación Submarina bankrott und die Kreditgeber forderten ihr Geld zurück. Monturiol hatte insgesamt 500.000 Peseten, für die man mehrere Fregatten hätte erwerben können, ausgegeben. Der Hauptkreditgeber bekam die Ictíneo II zugesprochen. Da der Staat wie für jedes Schiff Steuern erhob, verkaufte man es schnell zur Verschrottung. Die Dampfmaschine wurde in einer Textilfabrik weiter verwendet. Narcís Monturiol, der den Geschehnissen nur tatenlos zuschauen konnte, war am Boden zerstört.
In einem pseudowissenschaftlichen Werk wird behauptet, die Ictíneo II wäre von den Korallentauchern aus Cadaques bis 1937 und somit 73 Jahre lang verwendet worden. Diese Angabe wurde sogar von anderen Autoren ungeprüft übernommen.

## Beschreibung
Das U-Boot war 14 m lang, 2 m breit, der U-Boot Körper war 3 m hoch, die Gesamthöhe betrug 3,50 m und wog rund 46 Tonnen. Der Rahmen bestand aus 10 cm dickem Olivenholz. Die Außenhaut bestand aus 6 cm dicken Eichenholzplanken und Kupferzargen, die mit 2 mm dicken Kupferplatten beschlagen waren. Der Innenraum hatte eine Größe von etwa 29 m³. An der Oberseite gab eine 1,30 m breites Deck und eine Aussichtskuppel für den Steuermann. Zwischen Druck- und Außenhülle gab es vier Ballasttanks, die mit einer Pumpe befüllt oder entleert werden konnten, um die Tauchtiefe zu regulieren. Außerdem gab es ein Gewicht im U-Boot, das verschoben werden konnte, um die horizontale Lage zu stabilisieren.
Als anaerober Treibstoff diente ein Gemisch von Mangan(IV)-oxid, Zink und Kaliumchlorat im Massenverhältnis von 120:75:10 (entspricht einem Molverhältnis von etwa 17:14:1). Beim Verbrennen wurde neben Verbrennungswärme auch Sauerstoff freigesetzt, welcher der Atemluft zugesetzt werden konnte. Alle weiteren Reaktionsprodukte wie Zinkoxid, Mangan(II,III)-oxid und Kaliumchlorid waren fest. Es entstanden also keine giftigen oder schädliche Gase wie zum Beispiel Kohlenstoffdioxid.
{\displaystyle \mathrm {3\ MnO_{2}+2\ Zn\ {\xrightarrow {\Delta T}}\ Mn_{3}O_{4}+2\ ZnO} }
{\displaystyle \mathrm {2\,KClO_{3}\ {\xrightarrow {\Delta T}}\ 2\,KCl+3\,O_{2}} }
Eine Replik der Ictíneo II ist heute am Port Vell in Barcelona zu besichtigen. Auf der Avinguda Diagonal in Barcelona hat der Avantgarde-Bildhauers Josep Maria Subirachs Narcís Monturiol zu Ehren ein Denkmal errichtet, das die Ictíneo II zeigt. Das nächste U-Boot mit anerobem Antrieb war die erst 1940 vom Stapel gelaufene VS 80.